# Dorylus sjoestedti
Dorylus sjoestedti é uma espécie de formiga do gênero Dorylus.